# Alejo Rodríguez Crespo
Alejo Rodríguez Crespo fue un actor de cine y teatro argentino.

## Carrera
Rodríguez Crespo fue un joven actor de reparto que actuó extensamente en la escena nacional durante la Época de Oro del cine argentino. Secundó a grandes figuras como Niní Marshall, Miguel Gómez Bao, Los Cinco Grandes del Buen Humor, Juan Verdaguer, Blanquita Amaro, entre otros.
En teatro incursionó en las siguientes obras:
- Mis Amadas Hijas (1944), encabezada por Narciso Ibáñez Menta, en el Teatro Artigas, junto con Miriam de Urquijo, Tina Helba, Marcial Manent, entre otros.[2]
- Cuando los duendes cazan perdices (1950), con la "Compañía de comedia Luis Sandrini", junto con Malvina Pastorino, Eduardo Sandrini y María Esther Buschiazzo.[3]
- El gringo Batarieti(1953), una pieza de Alberto Novión, que sirvió de inauguración al teatro Roberto Casaux, con Héctor Quintanilla, Nelly Láinez, Raimundo Pastore, Cecilia Reyes y Alberto Vacarezza.[4]

## Filmografía
- 1939: Bartolo tenía una flauta
- 1942: La mentirosa
- 1951: Locuras, tiros y mambo
- 1951: Sombras en la frontera
- 1955: Cuando los duendes cazan perdices
- 1963: La mano en la trampa[5]